# Rosalie Slaughter Morton
Pour les articles homonymes, voir Slaughter et Morton.
 (décembre 2016).
Si vous disposez d'ouvrages ou d'articles de référence ou si vous connaissez des sites web de qualité traitant du thème abordé ici, merci de compléter l'article en donnant les références utiles à sa vérifiabilité et en les liant à la section « Notes et références ».
En pratique : Quelles sources sont attendues ? Comment ajouter mes sources ?
Rosalie Slaughter Morton, de son nom de naissance Rosalie Slaughter, née à Lynchburg (Virginie, États-Unis) le 28 octobre 1876 et morte le 5 mai 1968 à Winter Park (Floride), est une médecin et chirurgienne américaine. 

## Biographie

### Jeunesse
Rosalie Slaughter naît en 1876 à Lynchburg, en Virginie, et a pour parent Mary Harker et John Favel Slaughter. Elle a cinq frères et une sœur, dont trois décèdent dans l'enfance. Elle est instruite à Lynchburg, avant de se rendre dans une finishing school de Baltimore. Elle choisit de suivre les pas de son grand-père et ses deux frères plus âgés en devenant médecin, et rejoint le Collège de médecine pour femmes de Pennsylvanie en 1893, contrairement aux attentes de sa famille, selon laquelle elle devrait plutôt trouver un mari afin de subvenir à ses besoins. Dans son autobiographie, elle fait remarquer que son éducation avait été « destinée... à faire [d'elle] une épouse accomplie — pas à [lui] insuffler le souhait d'avoir une carrière ». En effet, ses parents et les membres de sa fratrie ne souhaitent pas qu'elle poursuive une carrière en médecine. Son père ne lui laisse d'ailleurs pas d'argent, l'offrant à ses fils .

### Vie adulte
Elle épouse en 1905 George B. Morton Jr, un avocat qui avait étudié la médecine, à l'Église Saint-Paul de Lynchburg,. Elle aurait demandé le divorce en 1910 ; son mari meurt en 1912 d'une rupture d'anévrisme,,. Au début des années 1930, Morton souffre d'un épisode de pneumonie, ce qui l'incite à déménager en Floride, où elle meurt en 1968,.

## Carrière
Après avoir obtenu son diplôme de l'université de Pennsylvanie avec mention en 1897, Morton est nommée médecin résident à l'hôpital et dispensaire de la faculté jusqu'en 1899. Elle approfondit ses études en Europe en réalisant un post-doctorat, voyageant à Berlin, Vienne, Paris et Londres. Elle y prend des cours, assiste à des chirurgies et écrit un certain nombre d'articles scientifiques, dont plusieurs comparent la santé des femmes et celle des hommes. Suivant les conseils de son professeur à Londres, Victor Horsley, elle se rend ensuite au laboratoire du Gouvernement Britannique à Mumbai pour six mois, où elle travaille sur les mesures prophylactiques contre la peste bubonique, ainsi que pendant une période au Sri Lanka,,. 
Après avoir terminé ses études, Morton retourne aux États-Unis en 1902 et ouvre un cabinet médical spécialisé en gynécologie à Washington D.C. où elle devient la première femme médecin à exercer. Après son mariage, elle ouvre un nouveau cabinet à New York, où son mari est avocat. En 1909, l'Association médicale américaine créée un comité d'éducation à la Santé Publique dans le but d'informer sur des sujets comme la santé, l'hygiène, les soins aux enfants et d'autres thématiques médicales ; Morton en devient la première présidente. En 1912, elle est également nommée adjointe de clinique et professeure à la Polyclinique de l'Hôpital de New York, où elle devient l'une des premières femmes membres du corps professoral et devient plus tard professeure en gynécologie. Pendant ce temps, elle enseigne à un certain nombre d'autres universités, dont l'université du Vermont.
Après le déclenchement de la Première guerre mondiale, Morton voyage au Labrador pour travailler dans des hôpitaux de mission, avant d'être faite commissaire spéciale de la Croix-Rouge afin de transférer du matériel de Paris jusqu'au front macédonien, où elle travaille ensuite dans les hôpitaux de campagne. À son retour à New York, Morton dirige à partir de 1917 et aux côtés de Mary M. Crawford l'American Women's Hospitals Service, fondé par la Medical Women's National Association (« Association nationale des femmes médecins ») dans le but d'établir des hôpitaux américains en Europe,,. Après sa demande effectuée auprès du General Medical Board d'envoyer un millier de femmes médecins volontaires pour un service extérieur, elle recueille plus de 300 000 dollars en dix jours grâce à une collecte de fonds nationale. Avec la recommandation de William C. Gorgas, Morton est nommée présidente du Comité des femmes médecins du Conseil de défense nationale des États-Unis, où elle représente plus de 7 000 femmes médecins.
Morton continue son exercice médical à New York, tout en essayant d'aider les jeunes de Yougoslavie et de la Serbie qui ont arrêté l'école pendant la guerre. En mars 1919 elle crée le Comité serbe international, par l'intermédiaire duquel elle a facilite le placement de plusieurs dizaines de jeunes serbes dans des établissements scolaires américains.
Après avoir déménagé en Floride au début des années 1930, Morton créée une petite clinique où elle mène des recherches sur l'arthrite et en endocrinologie.

### Prix
En 1937, Morton a déjà obtenu 9 décorations de la part du gouvernement américain et de gouvernements étrangers. Ces prix incluent la Croix du Tsar Nicolas II, la médaille Jeanne d'Arc et la Croix du Service insigne et, en 1934, elle reçoit un prix spécial par l'Association américaine de médecine pour la fondation de l'American Women's Hospitals. Un arbre est planté à Central Park en son honneur, en commémoration de son « éminent service patriotique »,. Une rue et un parc de Belgrade sont nommés d'après elle,.

## Livres
Morton publie en 1937 une autobiographie intitulée A Woman Surgeon: The Life and Work of Rosalie Slaughter Morton (« Une Femme Chirurgien: La Vie et l'Œuvre de Rosalie Slaughter Morton »). Son ouvrage est bien reçu, avec des réceptions positives attribuées à la fois pour l'écriture et pour à la variété des expériences relatées,.
Dans The Pittsburgh Press, Harry Hansen décrit  l'autobiographie de Morton comme un « excellent livre sur les accomplissements d'une femme », saluant à la fois les descriptions faites de sujets médicaux et politiques. Dans The Brooklyn Daily Eagle, George Currie écrit qu' « à aucun moment, ce livre n'est ennuyeux » en le qualifiant de livre important pour documenter les contributions d'une femme d'exception. The Salt Lake Tribune décrit le livre comme « instructif, passionnant et coloré » et The Sydney Morning Herald le considère « particulièrement intéressant ». Dans leur étude, The Indiana Gazette qualifie l'ouvrage comme l'une des meilleures autobiographies des derniers temps.
Après la fin de son autobiographie, Morton voyage en Iran, et publie en 1940 un livre sur ce pays et la période qu'elle y a passée, A Doctor's Holiday in Iran (« Vacances d'un médecin en Iran »),.